# Castelo de Borthwick

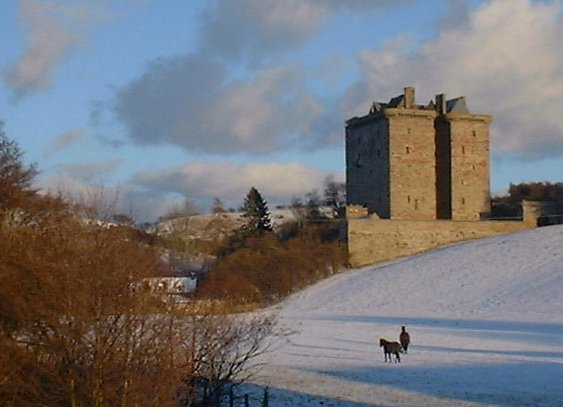
Castelo de Borthwick, Escócia.

O Castelo de Borthwick (em língua inglesa Borthwick Castle) é um castelo localizado em Borthwick, Midlothian, Escócia.
O castelo foi protegido na categoria "A" do "listed building", em 22 de janeiro de 1971.